# Arctostaphylos regismontana
Arctostaphylos regismontana — вид рослин роду Arctostaphylos (англ. Kings Mountain manzanita). Є ендеміком Каліфорнії, поширений із північних схилів гір Санта-Круз до півдня території затоки Сан-Франциско.

## Загальний опис
Росте у чапаралі, листяних та хвойних лісах помірного кліматичного поясу на гранітних та піщаних ґрунтах.
Це прямостоячий кущ, який досягає понад два метри у висоту, відомі випадки досягнення понад 4 метрів. Стовбур нерівний і залозистий, виділяє липкі смоли. Листя росте густо, форма листків — вигнуте овальне, зеленуватого кольору, опушене та липке. Краї листків — гладкі чи зубчасті, до 6 см у довжину.
Суцвіття — скупчення конічних квітів, кожна з яких має 0,5–1 см у довжину. Плід — волохата, липка кістянка.

## Галерея

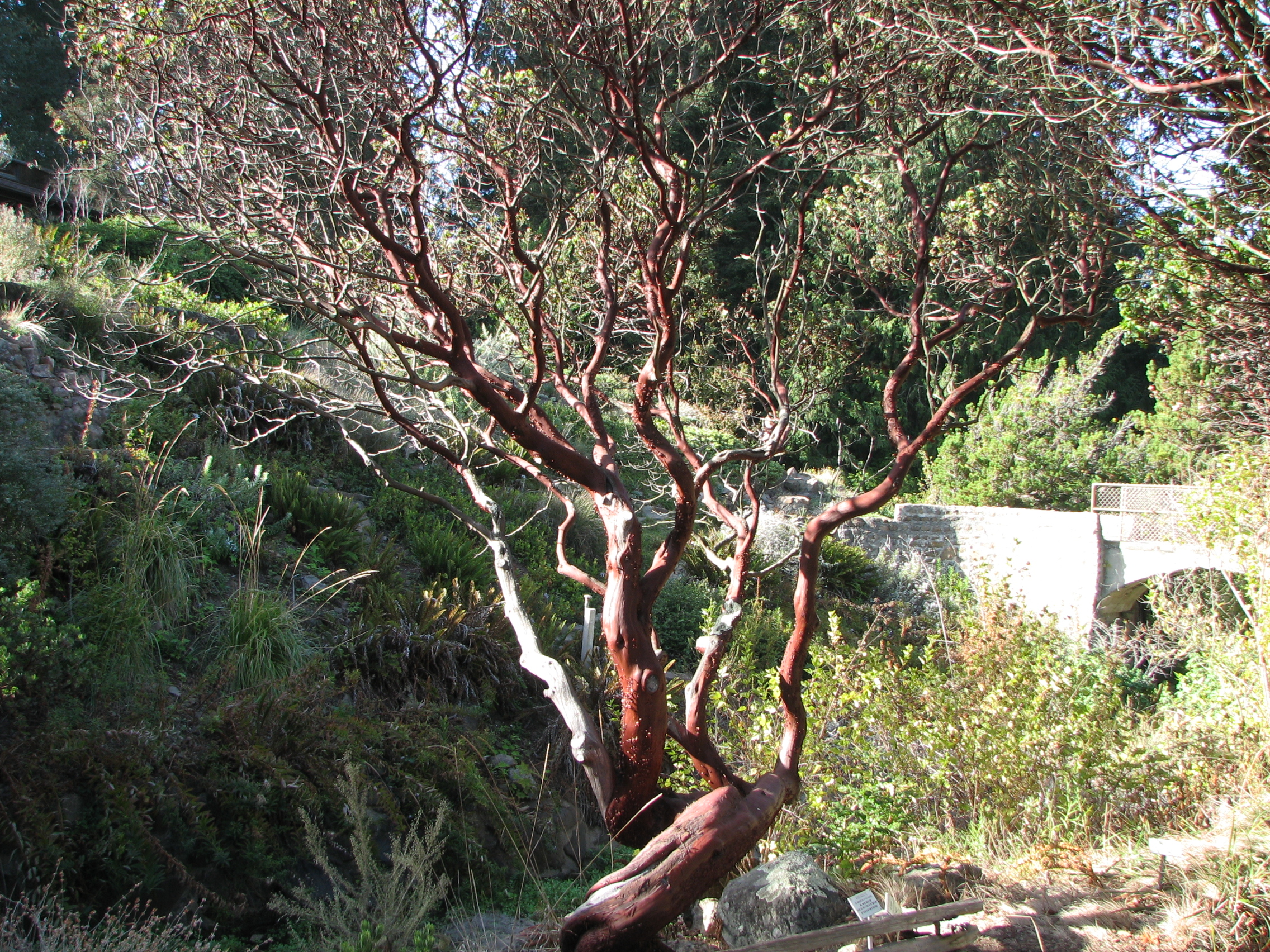
Загальний вид
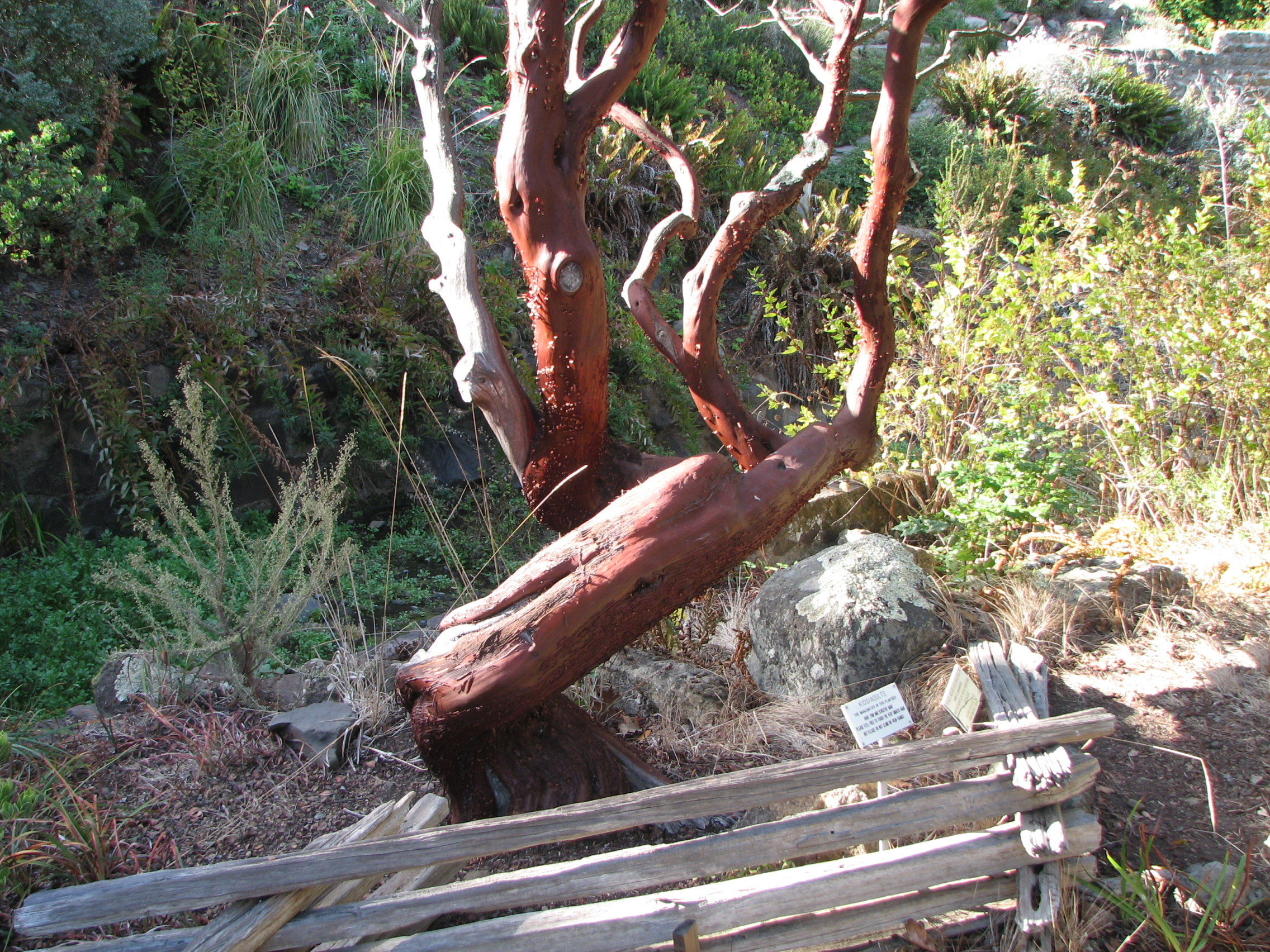
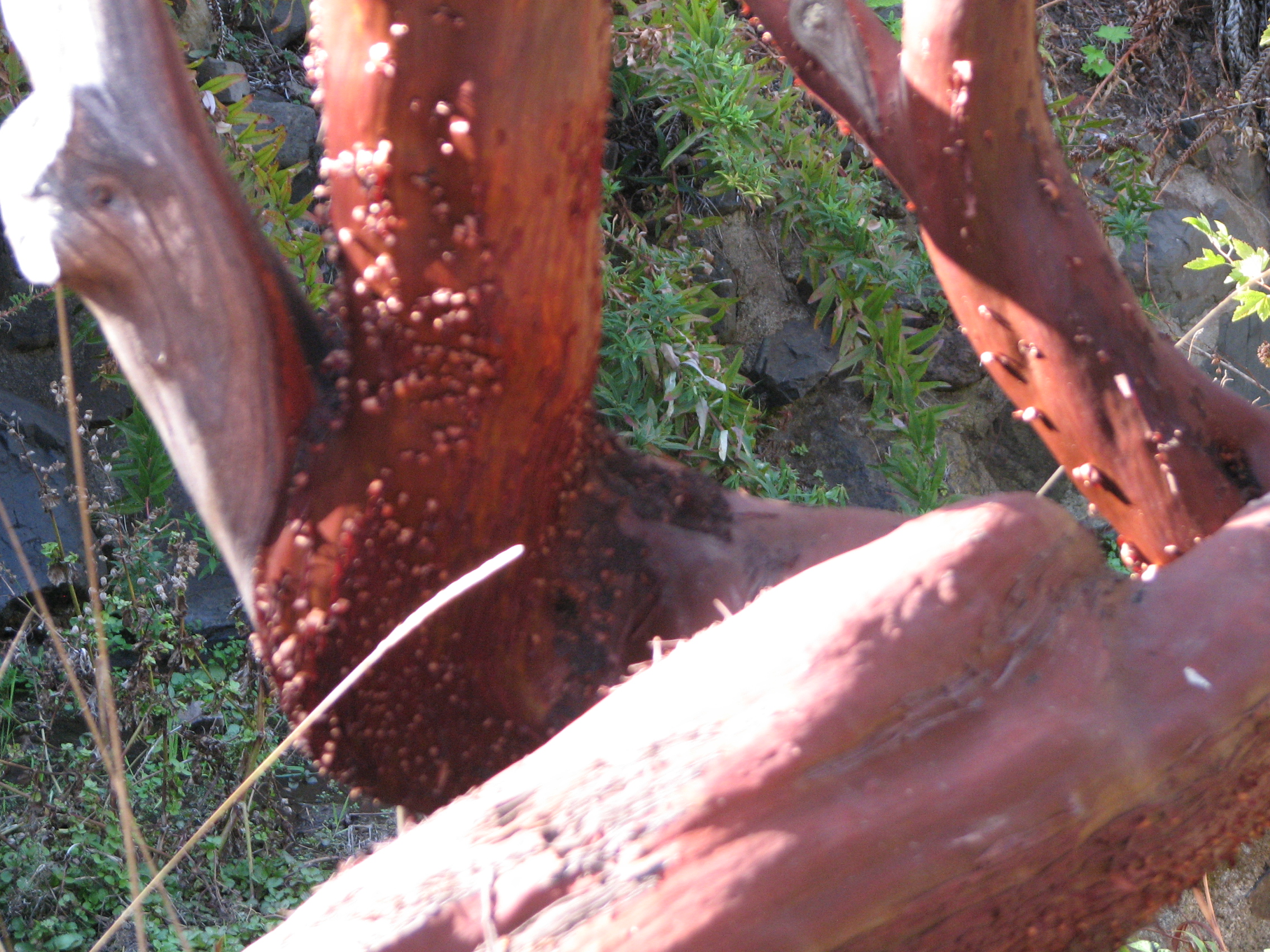
Фрагмент